# Saint-John Perse
Saint-John Perse (31 tháng 5 năm 1887 - 20 tháng 9 năm 1975) là nhà thơ Pháp đoạt giải Nobel Văn học năm 1960.

## Tiểu sử
Sait-John Perse sinh tại Pointe-à-Pitre, Guadeloupe, học luật và kinh tế chính trị, và phục vụ trong ngành ngoại giao. Năm 1899, cả gia đình ông chuyển về Pháp. Ông học luật ở Bordeaux và tự học môn kinh tế chính trị. Ra trường (1914), ông phục vụ trong ngành ngoại giao, có một sự nghiệp đầy hứa hẹn: làm đại sứ Pháp ở Bắc Kinh và giữ nhiều chức vụ quan trọng trong bộ ngoại giao Pháp.
Năm 1940, do phê phán chính sách thân Hitler của giới cầm quyền Pháp, ông bị cách chức. Ngay trước khi nước Pháp bị Đức Quốc xã chiếm đóng, ông đã kịp thời chạy trốn sang Mỹ; ông bị chính quyền Vichy tước quyền công dân, chức tước, phần thưởng và tịch thu tài sản. Từ năm 1941 tới 1945, Saint - John Perse là cố vấn văn học cho Thư viện Quốc hội Mỹ. Sau Thế chiến II, ông được phục hồi tư cách công dân và chức tước nhưng không quay trở lại nghề ngoại giao. Năm 1950, ông chính thức về hưu với danh hiệu Đại sứ của nước Pháp, sinh sống thường xuyên ở Mỹ.
Các tác phẩm văn học của ông, trong đó có tập thơ đầu tiên Tụng ca (một thể loại thơ điền viên, viết năm 1910) được xuất bản một phần dưới tên thật của ông nhưng chủ yếu dưới tên Saint-John Perse. Sau nhiều bài thơ phản ánh ấn tượng về thời niên thiếu, ông viết trường ca Anabase (tiếng Hi Lạp có nghĩa là Đi vào nội tâm) vào năm 1924 khi ông ở Trung Quốc. Đó là một tác phẩm gây ngạc nhiên cho nhiều nhà phê bình và đã có người cho rằng người Châu Á hiểu tập thơ này hơn người Phương Tây; tập trường ca đã được T.S. Eliot chuyển ngữ sang tiếng Anh năm 1930. Nhiều tác phẩm của Saint-John Perse được viết sau khi ông định cư ở Mỹ như Lưu đày (1942), Bài thơ tặng người phụ nữ nước ngoài (1943), Mưa rào (1943)... Các tác phẩm Saint-John Perse viết trong thời kỳ làm công việc ngoại giao phần lớn chưa được in, nên toàn bộ sự nghiệp văn học của ông chỉ thu lại trong bảy tập sách.
Năm 1957, Saint-John Perse quay về Pháp; mặc dù chủ yếu vẫn ở Mỹ như trước, nay ông dành một phần thời gian cùng với người vợ Mỹ cưới năm 1958 về sống tại quê nhà. Năm 1960, ông được tặng giải thưởng Nobel. Trong bài Diễn từ, ông nói về chức năng của thơ ca: "Thơ không chỉ là nhận thức, mà còn là chính cuộc sống trong sự đủ đầy trọn vẹn của nó. Nhà thơ đã sống trong lòng người ăn lông ở lỗ và sẽ sống trong lòng người thời đại nguyên tử, bởi vì thơ ca là một đặc tính không thể tách rời của nhân loại".
Saint-John Perse mất năm 1975 tại Presquile-de-Giens (Pháp).

## Bút danh Sait-John Perse
Sait-John Perse là bút danh của nhà ngoại giao Alexis Saint Leger. Phần đầu của bút danh này: Sait-John - là cách viết bằng tiếng Anh của Thánh Giăng (Thánh tông đồ) – người được coi là tác giả của Kinh Phúc âm IV, sách Khải Huyền và ba lá thư trong Tân Ước. Phần sau: "Perse" - đấy là họ của nhà thơ trào phúng La Mã Aulus Persius Flaccus (34-62), người cùng thời với Hoàng đế Nero. Cách chọn bút danh này cho thấy thái độ của nhà thơ đối với văn minh đương thời đi cùng với di sản văn hoá của quá khứ trong mục đích và sáng tạo của mình.

## Thơ
Những trường ca nổi tiếng của Sait-John Perse đã được dịch ra tiếng Việt gồm Anabase, Mưa rào và Những mốc ngoài khơi – phản ánh những giai đoạn khác nhau trong sáng tác của Sait-John Perse, đồng thời cho thấy sự thống nhất trong nguyên tắc nghệ thuật của ông. Cả ba trường ca này đã in trong cuốn Những nhà thơ giải Nobel 1901 - 2006. Nhà xuất bản Lao động, Hà Nội, 2006.
Anabase(1924) trích đoạn đầu, chương 7 và đoạn kết. "Anabase" là tên một tác phẩm của nhà văn, nhà sử học Hy Lạp cổ đại Xenophon (434-359 tr. CN) về cuộc hành trình của người Hy Lạp đi vào tổ quốc mình (Upcountry March)… "Anabase" của Sait-John Perse là hành trình đi sâu vào tâm hồn – một cuộc hành trình khó nhọc của nhận thức chân lý, con đường dài của sự tìm tòi từ những giá trị của văn minh phương Tây (theo cách hiểu của Sait-John Perse là giả dối và trống rỗng) đến những đỉnh cao của ý nghĩ và tâm hồn mà những nền văn minh trong quá khứ – trước hết là những nền văn minh phương Đông, để lại cho nhân loại.
Mưa Rào cũng trích dịch một số phần. Trường ca này Sait-John Perse cho vào tập "Lưu đày", bao gồm các trường ca: "Lưu đày" (1941); "Mưa rào" (1944); "Tuyết" (1944); "Trường ca cho người đàn bà ngoại quốc" (1943) (trật tự sắp xếp này là của Sait-John Perse). Tất cả các trường ca trong tập này được viết trong thời kì chiến tranh thế giới thứ II, thời nước Pháp bị Đức chiếm đóng. Nhà ngoại giao Alexis Saint Léger nổi tiếng với những quan điểm chống phát xít bị chính phủ Pétain cách chức và tước quốc tịch Pháp. Bắt đầu một thời kì lưu đày của ông. Trường ca "Mưa rào" là nỗi niềm cay đắng về sự thất sủng, tuy vậy cốt lõi của nó là sự miệt thị đối với thói đểu giả, sự phản bội, là lòng tin vào thắng lợi của chính nghĩa. "Mưa rào" là bài ca về một hiện tượng tự nhiên với lời kêu gọi hãy rửa sạch mối đe dọa, rửa sạch gương mặt hành tinh và những tâm hồn người u ám.
Những mốc trên biển (1957) dịch sang tiếng Việt 5 chương của phần đầu. "Những mốc trên biển" mở ra trước mắt người đọc một thế giới bao la của biển, ca ngợi sự hòa nhập của thiên nhiên, con người và sáng tạo. Sait-John Perse sinh ra ở Guadeloupe – một hòn đảo thuộc Pháp ở vùng biển Caribê, bốn bề mênh mông sóng nước, ông lớn lên giữa những vẻ đẹp tuyệt vời của miền nhiệt đới. Sau đó lại băng qua đại dương về Pháp học tập và làm việc. Nghề ngoại giao cho phép ông đi đến nhiều nơi, nhiều xứ lạ. Ông từng đi qua cao nguyên Gôbi của Mông Cổ và bơi suốt Ấn Độ dương…
Tác phẩm của Sait-John Perse mở ra trước mắt ta một thế giới kỳ lạ - thế giới của đại dương bao la, thế giới của những nền văn minh cổ đại, thế giới của những người du mục, những người đi chinh phục, những nhà thơ, những nhà tiên tri… với những lời kêu gọi hướng tới những hành động cao cả của con người. Những lời kêu gọi này luôn cao thượng và mang đầy chất nhân văn nhưng cũng rất bí ẩn.
Trong thơ của Sait-John Perse có một điều gì đó rất đặc biệt, có một sự bí ẩn huyền diệu nào đấy mà hình như chỉ ánh lên ở chốn xa xôi, đồng thời lại luôn gần gũi. Không chỉ đặc biệt ở vẻ mới lạ của hình tượng, lối ẩn dụ, không chỉ ở ý nghĩa triết học sâu xa mà còn ở cấu trúc thơ, nhạc trong thơ và nhịp điệu của nó…

## Tác phẩm
- Tụng ca (éloges, 1910).
- Tình bạn của hoàng tử (Amitié du prince, 1924), trường ca.
- Anabase (1924), thơ.
- Lưu đày (Exil, 1942), trường ca.
- Bài thơ tặng người phụ nữ nước ngoài (Poème à l'etrangère, 1943), thơ.
- Mưa rào (Pluies, 1943), thơ.
- Tuyết (Neiges, 1944), thơ.
- Gió (Vents, 1946), thơ.
- Những mốc trên biển (Amers, 1957), thơ.
- Biên niên sử (Chronique, 1960), thơ.
- Chim (Oiseaux, 1963), thơ.

## Trích trường caMưa Rào
I
Mưa rừng ngập mặn trải vòm lá của rễ cây trên Thành phố
San hô sữa nhân lên trong sương nòi giống của mình
Một ý nghĩ trần truồng, giống như đấu sĩ của thành Rôm, dưới nước mưa tuôn, mái tóc đuôi sam dập dờn, dương dương tự đắc.

Trường ca hãy hát lên dưới tiếng kêu quang quác và tiếng thanh la não bạt của đề tài
Trường ca hãy hát lên sau tiếng bước chân rầm rập, dưới dây cương co giật của đề tài
Quyền của ngươi – là quyền đêm tân hôn của những Người phụ nữ Tiên tri trinh bạch.

Kén vàng vỡ ra và chìm vào tổng trấn đen mờ mịt, trong màu xanh của vũng nước đêm
Còn trên chiếc gối êm, trong khoảnh khắc của mắt nhìn, trên ấm áp của bìa rừng, đôi mắt ai mơ màng, thiu thiu ngủ
Đã tung ra bốn phía, đã vần xoay quay trở, đã lột truồng không hề xấu hổ hoa hồng của trường ca.

Chúa Trời vĩ đại, tiếng cười chúa tể, mặt đất bốc khói trên ổ gian phi của gió, tựa hồ như thịt mỡ của heo rừng
Còn đất sét cô đơn dưới ve vuốt dịu dàng của những cơn mưa vô tội, và đồng nội dưới những đôi chân trần không ngủ suốt đêm
Bọt của sương, nước ngầm như rượu vang, những linh hồn đất cát và rượu thuốc trường sinh của sự lãng quên.

Thần thánh thiêng liêng, Chúa Trời vĩ đại, tiếng cười chúa tể, và đây là đất đai để cày cấy gieo trồng
Và ở đây tiếng vọng cả một đoàn đi vào buổi xấu trời trong năm, đi khỏi cơn giận của biển cả, đại dương
Ở đây bầy chết của đất đai trong đổ nát hoang tàn, giờ mới sinh nằm trong tã lót và trong con tim của niêm luật thơ ca mà chưa ai biết được.

II
Giống nòi Tabor  không tổ quốc! Cha ông du mục! Những mẹ Digan! Những cơn Mưa Rào Sibyl!
Ôi, những cơn Mưa Rào nghe theo đẳng cấp của con người, bây giờ ta còn biết chia sẻ cùng ai danh dự của những đêm thức trắng?
Trên gối giường của ta ai sẽ đốt lửa lên và ai sẽ làm cho ấm buổi chiều sau tiếng rì rào của nến?

Dãy Andes  đang im lặng trên mái nhà ta, cây chuông nhỏ vui mừng trong máu của ta, cây chuông đang gióng lên để ngợi ca vinh quang của Mưa Rào vĩ đại!
Ta cùng với Mưa Rào, hãy đứng lại: những mỏ kim cương của ta trên mũi giáo phiên bản của mưa!
Bọt nước sôi âm ỉ trên những bờ môi của trường ca, giống như dòng sữa của san hô!

Trong phần mở đầu đang nhảy múa những câu thơ, tựa hồ như một lời van xin con rắn
Một ý nghĩ trần truồng, giống như con dao đang rì rào nổi loạn
Và nhịp điệu xưa cũ, mô-típ cổ xưa đang làm lành với cô nàng thích cô độc – trường ca.

Chúa Trời vĩ đại, tiếng cười chúa tể, xin hãy giữ gìn ta khỏi sự ngợi ca, khỏi những bản tụng ca, và những tấm lòng đại lượng.
Chúa Trời vĩ đại, tiếng cười chúa tể, ôi có biết bao nhiêu hờn giận trên môi của Mưa Rào!
Và những khói sương nào, những cồn cát lưỡi liềm của dối gian thay đổi cho nhau, những vũng nước dối gian nào đang bơi dưới mưa sau tiếng kêu đàn sếu!

Trong đêm sáng của giờ chính ngọ ta lặng im, giữ lại một nửa lời chưa nói
Và ta đi tìm từng hạt nhỏ của sự nghĩ suy về tồn tại… Làn khói trên những viên đá của bếp lò giờ lại bay lên
Và Mưa Rào trên mái nhà thổn thức mơ màng, hầm đôi chân của mình trong những bàn tay ta bé bỏng.

III
Những chị Assur dẫn những đứa em phóng đãng, những đội quân của Mưa Rào đổ bộ xuống đất đai
Những áo giáp pha lê, vàng và sắt tây, những cành cọ của những ông hoàng trên những vành mũ giáp
Giống như bà hoàng Dido, mà dấu vết còn tươi như ngọc trên những bức tường của Vương quốc Carthage.

Tựa như phu nhân của ngài Cortez  đang nhìn vào bức chân dung, khói sương như mơ màng trong những bài Kinh bị lãng quên trong bóng đêm rừng rậm…
Màu thanh thiên Amazon của kiếm đánh dấu cho ta bằng ánh trăng thanh, bằng màu của kim cương và màu của ngọc
Màu xanh của Tháng Tư đang gieo hạt và tụ tập vào gương của hợp kim sắt thép với thủy ngân!

Rầm rập tiếng bước chân của đội ngũ kiêu hùng sau cửa sổ khuê phòng, tiếng giậm chân của những dòng nước trong sương nhà tắm
Màu thanh thiên Amazon, ôi những dòng nước lao như tên bắn, những bộ dây thắng của sao, và tia sáng từ những chiếc cung bay vào trong gió!
Màu thanh thiên của người vũ nữ, ôi những dòng nước đang nhảy múa, dàn đồng ca của nước đổ xuống trần gian!

Ôi hằng hà vô số của màu xanh, mưa lấm tấm, mưa phùn, những nàng Vestal với những bánh xe của đại bàng đang trải đều khắp mọi phía
Những ngọn giáo bao bọc quanh thành phố, những lưỡi dao sắt của những cọng cây khô, những gươm giáo của dương liễu, của nho – mưa làm cho xổ tung ra bím tóc
Ôi cả một luồng Toledo  của thép! Ôi trường kiếm của thân cây, ngũ cốc tuôn đầy eo biển của mùa cắt cỏ!

… Và thành phố pha lê đang nhân đôi trong cây hương đàn ấp ủ, những chuỗi hạt cườm bằng kính của đường phố thênh thang, sự khôn ngoan của những đài phun có những cửa miệng bằng đồng
Người ngoại quốc đang đọc, ngọn gió đang lật những tờ áp phích của ta
Ngọn gió đang bay lượn trên những mái nhà, người đàn bà Indian cho kẻ đi thuê nhà cùng ngủ lại.

V
Ta nhận thức ra sự vĩ đại của Mưa Rào trong cuộc sống ồn ào nơi đô hội, trong những lo toan vặt vãnh của đời thường.
Nhưng bỗng nghe thấy mùi của ozôn, mùi nhựa của cây xanh trong tiếng rì rào của gió.
Mưa trả về cho ta hình người, Mưa nhào nặn ta lần nữa, và đằng sau cái mặt nạ nghe ra mùi tươi mát của đất đai.

Nhưng trên tầm cao của đại bàng chẳng lẽ ký ức không còn trang điểm cho ai? Hay là ta hát lên bài Thánh ca đã từ lâu quên lãng, trên những con đường rợp bóng của khu vườn khi giẫm lên những chiếc lá vàng trong Kinh của mùa lá rụng?
Những lối mòn trên những cánh đồng hoa tuy líp trong giấc mộng, đang dần cạn nước hồ, xương của đá trong giếng chẳng lẽ không xứng với những vần thơ, những vần thơ được viết bằng ngòi bút của nhà thi sĩ?
Những bông hoa hồng xưa cũ trong bàn tay của kẻ tật nguyền, những đứa bé con trong bộng cây ô-liu trăm tuổi, trên chùm nho những con ong buồn rượi, những con ong trên cành thủy dương mai và chiếc cầu thang hẹp trong phòng kín của người goá phụ chẳng lẽ lại không xứng với một lời?

Vẻ dịu dàng của thủy dương mai, của cây lô hội, đam mê của mộc lan, sự vô sinh của những kẻ lỗi lầm, mặt đất làm khô vẻ oi nồng của điều nhận thức.
Những cơn giông có màu xanh mái tóc bện vào mái tóc của ngọc và ngó nhìn vào gương của những ông chủ nhà băng. Gương mặt của nữ thần chìm xuống rong rêu và chìm sâu vào bùn đất.
Những ý nghĩ trẻ trung xếp thành rường cột và ngồi xuống quanh bàn chính khách. Bầy im lặng đứng trên những cánh đồng màu trắng của trường ca.

Trên những vách đá Mưa Rào hãy rót ra, hãy rót ra trên những cây Thánh giá và hãy rót lên bia mộ của dòng họ Habsburger, lên những chiếc linh xa của biết bao nguyên soái, lên những lăng mộ như dầu ô-liu trong ngày rửa tội.
Mưa Rào hãy dỡ ra từ vách núi tro tàn của những cuộc chiến chưa xa, hãy dỡ ra trên biển tro tàn màu trắng của những ai từng bơi đến trên những chiếc thuyền Caravella.
Và hãy cứ để cho muôn thuở người ta ngồi trên ngai sắt, như trên kiềng ba chân vững chắc, trên vách đá trần truồng, trên bốn ngọn gió dưới bầu trời hồng với những cơn mê sảng của mình, những cơn mê sảng chất đầy phẫn nộ của nhân dân.

Và trên biển muôn đời còn bay lượn khói sương của Cái Thiện và Cái Ác, còn bay lượn tro tàn của những câu cổ tích, những truyền thuyết – những câu chuyện muôn đời còn âm ỉ, không phai…
"Ta mong muốn đoàn tụ, chung sống với con người nhưng mặt đất với tâm hồn lạ lẫm xa xôi lại khát khao ly biệt…"

VI
…………………………………………￠ ? �…………………………..

Hãy để cho lời đi trước! Ta viết lên những bài ca thời đại cho những kẻ du hành và những khúc hát lên đường dành cho những kẻ lưu đày không ngủ.

VII
Hãy mang con số, cho những con đường của ta và chúng ta là những kẻ không nhà. Hơi nước thánh thần của những người đã chết ta áp vào bằng những đôi môi khô rát. Còn ngươi vây quanh xác chết trong dòng nước bình minh – mặt đất lúc này ở trong xiềng xích của chiến tranh – hãy rửa lên gương mặt của người đang sống, hãy rửa sạch, Mưa Rào! Hãy rửa lên những gương mặt giận dữ thương đau, hãy rửa lên những gương mặt dịu dàng đằm thắm… bởi vì con đường của họ chật hẹp và bé bỏng, và họ là những kẻ không nhà, không nơi trú ẩn.
Hãy rửa lên ngai vàng cho những kẻ đầy sức mạnh. Trong hào quang của sức mạnh họ ngồi vào bàn ăn uống, tất cả những ai không say bởi rượu của con người, những ai thích tận hưởng, thích uống say những giọt nước mắt rơi, con tim của ai không bao giờ xúc phạm, tên của ai không còn vang vọng trong những giọng oang oang …
Hãy rửa lên sự chậm chạp và sự rình rang, những phép tắc của con đường nhận thức. Hãy rửa sạch, Mưa Rào! Hãy rửa như gai nước mắt lên những kẻ thanh cao, lên những người may mắn, hãy rửa lên mắt những kẻ khôn ngoan chín chắn, những kẻ trung quân, những người cao thượng, những tài năng, hãy rửa lên phông màn và lên đôi mắt của nhà thi sĩ, hãy rửa lên mắt những ông bầu, ông chủ, những người mộ đạo, những kẻ quyền hành… lên đôi mắt của những kẻ rình rang theo phép tắc của thánh thần giữ đúng.

Hãy rửa sạch, Mưa Rào, hãy tránh xa việc thiện, những ân nhân, những người hành động và rác rưởi của những nhà hùng biện với bờ môi đại chúng chớ động vào. Hãy rửa sạch, Mưa Rào, hãy rửa bàn tay những quan toà, những người đi xét xử, bàn tay những bà đỡ, bàn tay những kẻ may áo liệm cho người đã yên giấc nghìn thu, hãy rửa bàn tay cho kẻ sáng mắt như mù, hãy rửa bàn tay cho những người tàn phế mà vạm vỡ, những bàn tay bẩn xin hãy rửa, những bàn tay trên vầng trán của nhân loại đang cày, mà xưa nay chỉ dùng roi vọt, mặc cho việc làm tốt đẹp của những người hành động thanh cao.
Hãy rửa sạch, Mưa Rào, hãy rửa lịch sử của giống nòi, bộ tộc, những ký ức thành văn, những bộ sử nghìn năm, những truyền thuyết, những phát minh… Hãy rửa sạch những bản hiến chương, những sắc lệnh của vua chúa, giáo hoàng, những hiệp ước liên minh, những bài tranh luận.
Hãy rửa sạch, Mưa Rào! Những lời vĩ đại trong trái tim người, hãy rửa sạch những lời nói muôn đời, những lời tiên tri, những lời cầu nguyện, hãy rửa sạch trong tim những lời vui sướng, những điệu ngân nga, những khúc bi ca, những rông-đô, những nghịch lý, những lời trái ngược, hãy rửa sạch những đêm dài mơ ước, những đêm không ngủ vì nhận thức, hãy rửa sạch ngày khánh tiết của trí khôn, hãy rửa sạch những tài năng, những tâm hồn chứa đầy khát vọng… và những sự nghiệp lớn lao trong trái tim người.

VIII
Mưa rừng ngập mặn mang vòm lá của rễ cây từ Thành phố, ngọn gió trời mang ý nghĩ của người phiêu lãng đến cùng ta
Và ý nghĩ này sẽ không giã từ ta! Nhưng sẽ không chối từ sự thật đắng cay như một nắm tro tàn cát bụi
Và trên mái nhà của ta sẽ còn lại mãi, những ai biết nghe theo sự xuất hiện của Mưa, hành cước của đất đai trong những cây gia to nhỏ thầm thì, là biểu tượng và là dấu hiệu của sự diễu hành sột soạt.

Những hứa hẹn suông! Mùa gieo hạt đổ dồn ra uổng phí! Làn khói đang trải lên con đường của người trần thế!
Tia chớp bên ngưỡng cửa! Còn ta đứng ở ngoại ô thành phố với đôi mắt buồn bã nhìn về
Vĩ đại những cơn mưa – dưới cái roi quất của tháng Tư, những bộ lưng lấm đầy đất bụi – những cơn Mưa Rào vĩ đại, giống như những kẻ cuồng tín Flagellants, roi da vút lên, dằng dặc cả một đoàn trong cơn mê sảng.

Còn ta chỉ một mình trần truồng với đất đai trần như nhộng, với cơn u mê đã chín, với mùn đất đang thức dậy trong hơi nước bốc hơi
Những ốc đảo của đất đai xếp thành những cặp song đôi trong những mầm cây dương xỉ, trong mảnh vỡ của đá hoa cẩm thạch, trong hài cốt của ma-môn
Và thân xác của hoa hồng bị cơn gió làm mòn, mùi đất đai bốc lên, giống như người phụ nữ đã trở thành phụ nữ.

Và thành phố như lóa mắt vì ánh chớp của một trăm nghìn lưỡi dao mờ tỏ, chuyến bay của đại bàng sáng lên trên biển Labrador, còn bầu trời trong chiếc chén của những đài phun có hình thù đập vỡ
Con heo vàng trong cây cột của mặt trời đang tan rã trên quảng trường ngái ngủ, chất khoáng hồng đơn đang hoan hỉ trên cửa chính môn, và trong bờ giậu của khu vườn một chiếc bóng màu đen đã đứng dậy trong những bàn chân màu bạc
Những góa phụ trẻ trung đang ấp ủ một niềm khao khát, trong băng tang màu đen, như trong mộ phần, những bình đựng di hài có màu tái nhợt.

Và ngọn gió đang lượn trên chiếc lược của ngôn từ, trên những bờ môi của trường ca bọt mép đang sôi lên âm ỉ
Đang lấp lóe những ý nghĩ vô cùng mới mẻ và lùi lại trước nhịp bước của nghĩ suy:
"Ôi bài hát diệu kỳ, ôi bài hát diệu kỳ, ôi diệu kỳ biết bao bài hát của những cơn Mưa Rào đã chết", nhưng, Mưa Rào! Còn câm nín biết bao bản trường ca của ta hãy còn chưa viết hết!

IX
Đêm đã đến đây, và những cánh cổng bây giờ đóng chặt, ôi thật nặng nề biết bao những giọt nước trời trên những vòng nguyệt quế ẩm ướt của Latinh!
Trên mũi giáo phiên bản của ý nghĩ các người có chất khoáng kim cương! Hãy đập vỡ những gông xiềng, hãy đánh gục những linh hồn của những con rồng có cả trăm con mắt kinh hãi
Ôi Chúa Trời vĩ đại, tiếng cười của chúa tể, xin hãy phá cho tan tành những náo loạn hôm nay ở chốn trần gian.

***
Và nhất định sẽ có niềm vui sướng hân hoan, ôi Chúa Trời vĩ đại, trên ngưỡng cửa hao gầy của cuốn sách mòn mỏi, nơi tiếng cười của ta sẽ làm cho kinh hãi những con công màu xanh của sự vinh quang.
1943

Bản dịch của Nguyễn Viết Thắng